# 患者療養所
患者療養所（かんじゃりょうようじょ）は、戦時、大日本帝国陸軍の衛生機関である。
病院が設置されていない地に臨時に開設され、患者を収療した。
野戦病院、野戦予備病院、兵站病院、患者輸送部、兵站司令部などの一部人員、材料で開設された。
設備に要する材料および給養は通常はもよりの部隊から供給された。
通常、後送中の傷者の繃帯交換、もより部隊および通過軍隊の入院患者の収療を行ない、入院手続を省略して単に患者を宿泊、休養させることもあった。
収容力は状況によって異なった。